# Zöld Párt (Amerikai Egyesült Államok)
A Zöld Párt (teljes nevén: Az Egyesült Államok Zöld Pártja, rövidítve: GPUS) az Egyesült Államok zöld állami politikai pártjainak szövetsége. A párt a zöld politikát, különösen a környezetvédelmet, az erőszakmentességet, a társadalmi igazságosságot, a részvételi demokráciát, a háborúellenességet és az antirasszizmust népszerűsíti. 2023-as adatok szerint a negyedik legnagyobb politikai párt az Egyesült Államokban választói regisztráció alapján, a két nagy párt és a Libertárius Párt mögött.
A GPUS közvetlen elődje az Állami Zöld Pártok Szövetsége (ASGP) volt. Az 1990-es évek végén az 1996-ban megalakult ASGP egyre inkább eltávolodott a Zöldek/Zöld Párt USA-tól (G/GPUSA), amely az ország akkori elsődleges zöld szervezete volt, és 1991-ben alakult a Zöld Levelező Bizottságok csoportból, amely egy 1984 óta működő szövetsége volt az állami zöldpolitikai mozgalmaknak. 2001-ben hivatalosan is megalakult a GPUS, miután az ASGP kivált a G/GPUSA-ből. Megalapítása után a GPUS hamarosan az ország elsődleges zöld szervezetévé vált, megelőzve a G/GPUSA-t. John Rensenbrink és Howie Hawkins a Zöld Párt társalapítói voltak.
A Zöldek (ASGP-ként) először a 2000-es elnökválasztás során kaptak széles körű nyilvánosságot, amikor Ralph Nader és Winona LaDuke megszerezte a szavazatok 2,7%-át, amely kétségeket vetett fel azzal kapcsolatban, hogy George W. Bush a spoiler hatás miatt nyerte-e meg a választást. Nader elvetette azt az elképzelést, hogy ő és a többi zöld jelölt spoilerek.

## Politikai pozíciók

### Gazdasági és társadalmi kérdések

#### Egészségügy
A Zöld Párt támogatja az egységes egészségügyi rendszer bevezetését és a magán egészségbiztosítás eltörlését az Egyesült Államokban. Azt is szorgalmazták, hogy a fogamzásgátlás és az abortusz igény szerint elérhető legyen. A Zöld Párt a Hyde-módosítás hatályon kívül helyezését követelte, amely törvény tiltja a szövetségi adófizetők pénzének abortuszra való felhasználását, kivéve nemi erőszak, vérfertőzés vagy az anya életének megmentése esetén.

#### Oktatás
A Zöld Párt tandíjmentes főiskolai képzést szorgalmaz az állami egyetemeken és szakiskolákban, a napközis és iskola utáni programok finanszírozásának növelését, az összes diákhitel-tartozás eltörlését és a No Child Left Behind törvény hatályon kívül helyezését szorgalmazza. Határozottan ellenzik az állami iskolák megszüntetését és az oktatás privatizációját.

#### Green New Deal
2006-ban a Zöld Párt kidolgozott egy Green New Deal-t, amely végső soron átmeneti tervként szolgált volna a 100%-ban tiszta, megújuló energiaforrásokra történő váltásra 2030-ra – beleértve a nap- és szélenergiát –, szénadó, munkahelygaranciák, tandíjmentes főiskolai oktatás, egységes egészségügyi ellátás és az állami programok felhasználására való összpontosítás felhasználásával.
Howie Hawkins kormányzóválasztási kampányát a Green New Dealre összpontosította, amely ekkor vezette be először ezt a politikát. Jill Stein szintén a Green New Deal alapján dolgozta ki elnökválasztási kampányát.

### Elnökválasztások
| Év   | Elnök/alelnök jelölt           | Szavazat  | Százalék        | Elektori szavazatok | Kép |
| ---- | ------------------------------ | --------- | --------------- | ------------------- | --- |
| GPUS |                                |           |                 |                     |     |
| 2024 | Jill Stein/Butch Ware          | 868 963   | 0,6% (Harmadik) | 0 elektori szavazat |     |
| 2020 | Howie Hawkins/Angela Walker    | 407 068   | 0,3% (Negyed)   | 0 elektori szavazat |     |
| 2016 | Jill Stein/Ajamu Baraka        | 1 457 218 | 1,1% (Negyed)   | 0 elektori szavazat |     |
| 2012 | Jill Stein/Cheri Honkala       | 469 627   | 0,4% (Negyed)   | 0 elektori szavazat |     |
| 2008 | Cynthia McKinney/Rosa Clemente | 161 797   | 0,1% (Hatodik)  | 0 elektori szavazat |     |
| 2004 | David Cobb/Pat LaMarche        | 119 859   | 0,1% (Hatodik)  | 0 elektori szavazat |     |
| ASGP |                                |           |                 |                     |     |
| 2000 | Ralph Nader/Winona LaDuke      | 2 882 897 | 2,7% (Harmadik) | 0 elektori szavazat |     |
| 1996 | Ralph Nader/Winona LaDuke      | 684 902   | 0,7% (Negyed)   | 0 elektori szavazat |     |

1. ↑  Ugyan Stein és Baraka nem kaptak elektorokat, Winona LaDuke kapott egyet alelnökjelöltre Washington egy hűtlen elektorától; az elnöki szavazatát Faith Spotted Eagle kapta, egy demokrata.
2. ↑  Ralph Nader és Matt Gonzalez, zöld párti politikusok, egy független kampányt vezettek, és a szavazatok 0,6%-át kapták; azonban nem álltak kapcsolatban a Zöld Párttal.
3. ↑  Ralph Nader és Peter Camejo, zöld párti politikusok, egy független kampányt vezettek, és a szavazatok 0,4%-át kapták; azonban nem álltak kapcsolatban a Zöld Párttal.
4. ↑  Nadert hivatalosan nem maga a párt jelölte, de számos állami párt támogatását szerezte, és a Zöld Párt „de facto” jelöltjének tekintik.
5. ↑  Iowában és Vermontban Anne Goeke volt Nader alelnökjelöltje, New Jerseyben Madelyn Hoffman, New Yorkban pedig Muriel Tillinghast.

## Fordítás
Ez a szócikk részben vagy egészben  a   Green Party of the United States című angol Wikipédia-szócikk ezen változatának fordításán alapul.  Az eredeti cikk szerkesztőit annak laptörténete sorolja fel. Ez a jelzés csupán a megfogalmazás eredetét és a szerzői jogokat jelzi, nem szolgál a cikkben szereplő információk forrásmegjelöléseként.